# T9 (rete televisiva)
T9 è un'emittente privata locale di Roma, che trasmette sul territorio regionale del Lazio.

## Storia
Di proprietà di Edoardo Caltagirone, come pure Teleroma 56, in precedenza si chiamava Teleregione.
Parte della programmazione di T9 e Teleroma 56 venne trasmessa sul canale satellitare gratuito GBR, disponibile anche sul canale 828 dello Sky Box.
L'emittente ha trasmesso in passato film erotici nella fascia oraria notturna.
Tra i suoi programmi da ricordare, Goal di notte.
Dalla stagione 2013/14, Il processo di Biscardi venne trasmesso per dieci anni su T9, dopo 7 anni trascorsi su 7 Gold.

## Programmi
- Il processo di Biscardi, condotto da Aldo Biscardi
- Goal di notte, condotto da Michele Plastino
- Scanner
- La signora in giallorosso, condotto da Massimo Ruggeri
- Goal senza frontiere, condotto da Michele Plastino
- La Lazio Siamo Noi - Gente Laziale
- La Juve è sempre la Juve
- Battito giallorosso
- Nove di sera, condotto da Emanuele Carioti
- Sbuccia la cipolla
- Avanti tutti
- Tutti nel pallone, condotto da Marco Fabriani
- Piaceri del Lazio
- Piaceri dell'Umbria
- NaittNain
- Pimpiripì
- TG9, attuale direttore responsabile Marco Agostini
- TG9 - salute, condotto da Federico Marietti
- TG Umbria
- Cortonotte, condotto da Emanuele Carioti
- Anno 2000...ma Roma è bella da secoli, condotto da Emanuele Carioti
- Magazine, il magazzino delle idee, condotto da Emanuele Carioti
- Micro&MACRO, condotta da Andrea Picardi

### Programmi storici

#### Anime anni Ottanta
- Sam il ragazzo del West
- Ugo re del judo
- Kimba, il leone bianco
- Topolino in...Gamba
- Toriton
- Io sono Teppei
- Cari amici animali
- Galaxy Express 999
- Fantaman
- Bia, la sfida della magia
- L'allegro mondo di Talpilandia

#### Telenovelas anni Novanta
- Betty la fea